# مانويل بوستو فرنانديث
مانويل بوستو فرنانديث (بالإسبانية: Manuel Busto Fernández، ولد في 31 يوليو 1975، أستورياس، إسبانيا) رياضي إسباني. يتنافس في رياضة كانو- كاياك ماراثون (للمسافات الطويلة)، يتخصص في سباق الكاياك الفردي (K1) والزوجي (K2).
حاز على عشر ميداليات ذهبية في بطولات العالم للكانو كاياك ماراثون، كما حاز على ست ميداليات ذهبية في بطولات أوروبا للكانو كاياك ماراثون.

## إنجازاته

### بطولة العالم للكانو كاياك ماراثون
- 2000 دارتموث  كندا:  ميدالية ذهبية في سباق الكاياك ماراثون «كي 1».
- 2001 ستوكتون أون تيز  المملكة المتحدة:  ميدالية ذهبية في سباق الكاياك ماراثون «كي 1».
- 2002 سمورة  إسبانيا:  ميدالية ذهبية في سباق الكاياك ماراثون «كي 1».
- 2002 سمورة  إسبانيا:  ميدالية برونزية في سباق الكاياك ماراثون «كي 2».
- 2003 فايادوليذ  إسبانيا:  ميدالية فضية في سباق الكاياك ماراثون «كي 2».
- 2004 برغن  النرويج:  ميدالية ذهبية في سباق الكاياك ماراثون «كي 1».
- 2004 برغن  النرويج:  ميدالية ذهبية في سباق الكاياك ماراثون «كي 2».
- 2005 بيرث  أستراليا:  ميدالية ذهبية في سباق الكاياك ماراثون «كي 1».
- 2005 بيرث  أستراليا:  ميدالية ذهبية في سباق الكاياك ماراثون «كي 2».
- 2006 تريمولات  فرنسا:  ميدالية فضية في سباق الكاياك ماراثون «كي 1».
- 2006 تريمولات  فرنسا:  ميدالية ذهبية في سباق الكاياك ماراثون «كي 2».
- 2007 جيور  المجر:  ميدالية فضية في سباق الكاياك ماراثون «كي 1».
- 2007 جيور  المجر:  ميدالية ذهبية في سباق الكاياك ماراثون «كي 2».
- 2009 فيلا نوفا دي غايا  البرتغال:  ميدالية ذهبية في سباق الكاياك ماراثون «كي 1».
- 2010 بانيولاس  إسبانيا:  ميدالية فضية في سباق الكاياك ماراثون «كي 1».

### بطولة أوروبا للكانو كاياك ماراثون
- 2001 جيور  المجر:  ميدالية ذهبية في سباق الكاياك ماراثون «كي 1».
- 2003 غدانسك  بولندا:  ميدالية ذهبية في سباق الكاياك ماراثون «كي 1».
- 2005 تين ناد فلتافو  جمهورية التشيك:  ميدالية ذهبية في سباق الكاياك ماراثون «كي 1».
- 2005 تين ناد فلتافو  جمهورية التشيك:  ميدالية ذهبية في سباق الكاياك ماراثون «كي 2».
- 2008 ترنتشين  سلوفاكيا:  ميدالية ذهبية في سباق الكاياك ماراثون «كي 1».
- 2008 ترنتشين  سلوفاكيا:  ميدالية فضية في سباق الكاياك ماراثون «كي 2».
- 2009 أسترودا  بولندا:  ميدالية ذهبية في سباق الكاياك ماراثون «كي 1».
- 2011 ساينت جيان دي لوسن  فرنسا:  ميدالية فضية في سباق الكاياك ماراثون «كي 1».